# João Vilas Boas
João Vilas Boas (São Luís de Cáceres, 21 de abril de 1891 - Rio de Janeiro, 3 de maio de 1985) foi um advogado, jornalista e político brasileiro, deputado federal e senador pelo estado de Mato Grosso.

## Biografia

### Primeiros anos
Filho do coronel Benedito Pio Vilas Boas e de Josefina Gaíva Vilas Boas, iniciou os estudos no Liceu Salesiano de Artes e Ofícios de Cuiabá (MT), que concluiu em 1908. Na sequência, foi aprovado na Faculdade de Direito do Rio de Janeiro, na época capital do Brasil, pelo qual se formou em 1913. De volta ao Mato Grosso, tornou-se delegado de polícia de Cuiabá e em 1915 assumiu o posto de chefe da polícia de seu estado.

### Política
João Vilas Boas iniciou sua atividade política ao ser eleito deputado estadual para a legislatura de 1918-1920 pelo Partido Conservador de Mato Grosso – fundado em 1899 a partir de uma cisão ocorrida no Partido Republicano do estado. Após se tornar líder da bancada de seu partido na Câmara estadual, se opôs em governo do estado, presidido na época por Dom Francisco de Aquino Correia, bispo de Prusiade, que havia sido eleito como candidato consonância pelos dois partidos rivais. Em 1921, os dois partidos se fundiram e concordaram em indicar o até então senador Pedro Celestino Correia da Costa com candidato à presidência do Mato Grosso para a legislatura de 1922-1926. Vilas Boas então iniciou uma forte campanha contra a fusão e ainda naquele ano fundou um novo partido.
Adepto da Reação Republicana, Vilas Boas liderou o movimento que apoiou a candidatura de Nilo Peçanha a presidência da República, também para a legislatura de 1922-1926, em oposição à Artur Bernardes. Com a eleição do candidato rival, Vilas Boas refugiou-se na Bolívia.
Ao voltar ao Brasil, Vilas Boas se elegeu deputado federal nos anos de 1921 e 1924, mas a antipatia do governo de seu estado com ele fez com que não chegasse de fato a tomar posse na Câmara dos deputados, o que fez com que seu mandato não fosse reconhecido. Em 1927 novamente se elegeu deputado federal, mas desta vez conseguiu exercer seu mandato até 1929, ao fim da legislatura. Reeleito em 1930, ganhou importância na Câmara Federal como membro da Comissão de Finanças. Em outubro daquele ano, o Congresso Nacional foi fechado, devido a revolução protagonizada por Getúlio Vargas, que chegou ao poder.
Durante todo este período, Vilas Boas atuou como redator dos jornais O Estado (1915-1916), O Republicano (1917-1926) e O Democrata (1926-1930), todos de Mato Grosso, além de colaborar para publicações em São Paulo, Rio de Janeiro e Rio Grande do Sul.
Após a tomado de Poder de Getúlio, Vilas Boas participou da fase preparatória da Revolução Constitucionalista de 1932. Liderado pelos paulistas, o levante visava a derrubada do Governo Provisório de Getúlio Vargas, reinvindicando a reconstitucionalização do Brasil. Ao lado do general Bertoldo Klinger, comandante militar do Mato Grosso, Vilas Boas foi o mediador entre os revolucionários do sul e da capital do estado, sendo capturado e preso na cidade de Corumbá (MS).
Após a convocação das eleições à Assembléia Nacional Constituinte para maio de 1933, Vilas Boas se filiou ao recém-formado Partido Liberal Mato-Grossense, se tornou deputado constituinte da legenda e participou dos trabalhos da Assembléia, que levou a proclamação da nova Constituição brasileira, em 16 de julho de 1934.
Ainda em 1934, os oposicionistas mato-grossenses ao então governador do estado Leônidas de Matos se reuniram e formaram o Partido Evolucionista de Mato Grosso. Em outubro, nas eleições estaduais, o Partido Liberal elegeu um deputado federal e nove estaduais, enquanto a posição colocou três deputados na Câmara federal e 15 na estadual, detendo maioria na Assembléia Constituinte estadual. Por sua vez, a Assembléia ficou encarregada de eleger dois senadores e governador do estado.
Ao longo da campanha para o governo do Mato Grosso, a oposição a Leônidas de Matos se fortaleceu, somando, além do Partido Evolucionados, uma ala do próprio Partido Liberal comandada por Vilas Boas. Os oposicionistas se articularam ao lado de Mário Correia da Costa, antigo presidente do estado, e lançaram a candidatura de Filinto Muller para disputar o cargo. Com o aumento da tensão política no estado, o governo federal nomeou César de Mesquita Serva, em outubro daquele ano, como novo interventor. Já em março de 1935, Serva foi substituído pelo irmão de Filinto Muller, Fenelon Muller, mas não ganhou apoio do próprio irmão.
Assim como Filinto, as forças oposicionistas não demonstraram apoio a Fenelon e resolveram, desta vez, indiciar o próprio Mário Correia da Costa ao governo. Novamente, Vilas Boas, então chefe do Partido Liberal, foi um dos principais protagonistas desta iniciativa e em troca assegurou sua própria eleição para o Senado. A seguir, a comissão diretora do partido divulgou um manifesto reafirmando este acordo, assinado por vários membros, entre eles, o próprio Vilas Boas.
Enquanto a tensão política crescia de forma gradual, uma nova intervenção federal foi determinada, em 30 de agosto de 1935, que oficializou a substituição de Fenelon Muller pelo coronel Newton Cavalcanti, fazendo com que os oposicionistas do Partido Liberal se refugiassem no quartel do 16º Batalhão de Caçadores. Após toda a tensão, a Assembléia Constituinte estadual foi enfim instalada no feriado da independência daquele ano, 7 de setembro, com Mário Correia da Costa como governador do estado, e João Vilas Boas e Vespasiano Barbosa Martins, dois representantes do Partido Liberal, como senadores.
Logo no início de 1936, a coligação que levou Mário Correia da Costa ao poder se desarticulou, o que deu origem a duas novas legendas: o Partido Republicano Mato-Grossense, que reunia o próprio Mário Correia da Costa e seus apoiadores, e a Aliança Mato-Grossense, liderada por Vilas Boas e Vespasiano Martins, e com presença dos antigos membros dos partidos Evolucionistas e Liberal que apoiavam Filinto Muller.
Em 22 de dezembro desse ano, membros ligados ao governo realizaram um atentado contra parte dos oposicionistas, feriando Vilas Boas e Vespasiano Martins no episódio. Com isso, Vilas Boas denunciou o governador à Corte de Apelação, acusando-o de crime de responsabilidade. Assim, os deputados oposicionistas pediram asilo no quartel do 16º Batalhão de Caçadores. Com a situação ficando cada vez mais grave, o governo federal mandou tropas para Cuiabá para garantir que a Assembléia Legislativa funcionasse plenamente. Em meio as eleições municipais no início de 1937, o jornal O Evolucionista, órgão que representava a Aliança Mato-Grossense, sofreu censura. Novamente o governo federal interveio, no dia 6 de março, afastando Mário Correia da Costa e nomeando ao governo do estado o interventor capitão Manuel Ari da Silva Pires, que ficou no cargo até setembro. No mesmo mês, a Assembléia Legislativa elegeu Júlio Muller como novo governador do Mato Grosso.
Em maio de 1937, junto ao lançamento da candidatura de José Américo de Almeida à presidência da República, o partido da Aliança Mato-Grossense foi representada novamente por João Vilas Boas e Vespasiano Martins. Vilas Boas exerceu seu mandato no senado mato-grossense até 10 de novembro de 1937, quando mais uma vez o Congresso Nacional foi fechado, com a implantação do Estado Novo. Em 1940, Vilas Boas foi nomeado ao Conselho Nacional do Trabalho.
João Vilas Boas exerceu a profissão de advogado tanto em Mato Grosso quanto no Distrito Federal e depois se tornou consultor jurídico de seu estado natal. Foi diretor da Gazeta Oficial de Mato Grosso e membro da Associação de Imprensa Mato-Grossense e da Academia Mato-Grossense de Letras.
Faleceu no Rio de Janeiro no dia 3 de maio de 1985.

### Vida pessoal
Foi casado com Isabel Santiago Vilas Boas, com quem teve duas filhas.